# Aymar de Blois de La Calande (1760-1852)
Pour les autres membres de la famille, voir Famille de Blois de La Calande.
Aymar de Blois de La Calande, né le 9 novembre 1760 à Morlaix (paroisse de Saint-Melaine) et mort le 7 septembre 1852 au château du Launay en Ploujean, est officier de marine, homme politique et archéologue français.

## Biographie
Aymar-Joseph-Emmanuel-Raphaël de Blois de La Calande débuta en 1776 par une carrière dans la marine royale comme aspirant et termina avec le grade de capitaine des vaisseaux du roi ; il prit part entre autres comme enseigne à la bataille d'Ouessant, à la prise de la Grenade, au siège de Savannah sous les ordres de l'amiral d'Estaing, puis participe à la prise de Saint-Vincent et de Grenade en avril-mai 1780 sous les ordres du comte de Guichen. Il fut en 1786 membre de l'Académie de Marine.
Lors de la Révolution française, il rentre dans ses terres du manoir du Launay à Ploujean. Il devient adjoint au maire de Ploujean en 1800, conseiller général du Finistère en 1806 et membre de la commission sanitaire de Morlaix en 1825.
Il s'occupa également d'archéologie, et fut cofondateur de la Société d'agriculture de Morlaix, de l’Association bretonne et de la Société archéologique du Finistère, il a publié de nombreux articles et a collaboré à la réédition du Dictionnaire d'Ogée. Il collecta  une douzaine de pièces en langue bretonne dont la gwerz L'Héritière de Keroulas qu'il collecte à Ploujean.
En Bretagne, au moins six rues portent son nom, d'après Les noms qui ont fait l'histoire de Bretagne, 1997.